# Crocidura hispida
Crocidura hispida es una especie de musaraña (mamífero placentario de la familia Soricidae).

## Distribución geográfica
Se encuentra en la India: islas Andaman.

## Estado de conservación
Su hábitat puede haber sido afectado por el tsunami del Océano Índico del 2004.